# ФК Исмаили
ФК Исмаили је фудбалски клуб из Исмаилије, Египат. Основан је 13. априла 1924. год. као Нахда Спортинг Клуб.
ФК Исмаили је освајао Премијер лигу Египта три пута: 1967., 1991., 2002. год. Куп Египта су освајали два пута: 1997. и 2000. год. 1969. год. је постао први клуб из Египта који је победио у КАФ Лиги шампиона. Играли су још једно финале 2003. год., али су изгубили од ФК Ењимбе из Нигерије у двомечу пуном инцидената.
ФК Исмаили се сусреће са потешкоћама у изградњи и очувању тима у земљи у којој већина становништва навија за један од два најтрофејнија клуба ФК Ал Ахли и ФК Замалек који су из главног града Египта, Каира. Из истих разлога, клубу је веома тешко да задржи најбоље играче неколико сезона. Зато навијачи изазивају нереде у задњих неколико година када најбољи играчи Исмаилије пређу у два најбогатија Египатска клуба, са или против допуштења клуба. 

## Успеси
- Премијер лига Египта (3): 1967, 1991, 2002.

- Куп Египта (2): 1997, 2000.

- КАФ Лига шампиона (1): 1969.
  - Другопласирани: 2003

## Хулигани
Једна навијачка група ФК Исмаилија се зове Ултрас Жути Змајеви. Они подржавају џихад и стално на стадиону имају транспарент са ликом Осаме бин Ладена који је представљен у клупским бојама.